# أوسكار سيمون
أوسكار سيمون (بالألمانية: Oskar Simon)‏ هو طبيب الجلد ‏ ألماني، ولد في 2 يناير 1845 في برلين في ألمانيا، وتوفي في 2 مارس 1882 في فروتسواف في بولندا.